# József Nagy (athlétisme)
Pour les personnes ayant le même patronyme, voir Nagy.
Dans le nom hongrois Nagy József, le nom de famille précède le prénom, mais cet article utilise l’ordre habituel en français József Nagy, où le prénom précède le nom.
József Nagy, né le 2 octobre 1881 à Sárkeresztúr et décédé à une date inconnue, était un athlète hongrois spécialiste du demi-fond. Son club était le BBTE.

## Biographie

### Palmarès
| Date | Compétition           | Lieu    | Résultat | Épreuve                  | Performance  |
| ---- | --------------------- | ------- | -------- | ------------------------ | ------------ |
| 1908 | Jeux olympiques d'été | Londres | 3e       | Relais olympique (400 m) | 3 min 32 s 5 |

### Records
| Épreuve      | Performance  | Lieu    | Date |
| ------------ | ------------ | ------- | ---- |
| 400 mètres   | 50 s 6       |         | 1908 |
| 800 mètres   | 2 min 02 s 4 |         | 1908 |
| 1 500 mètres | 4 min 19 s 6 | Londres | 1908 |